# تاريخ الدنمارك
يتحدث المقال عن تاريخ مملكة الدنمارك والمناطق التي تتألف منها الدنمارك في العصر الحديث.

## القرن 12 و 13
عادت الدنمارك إلى الظهور في التاريخ مرة أخرى في عهد ولدمار الأول Waldemar I (1157-1182) بعد أن ظلت مائة عام تنعم بالاختفاء عنه، فقد استعان هذا الملك بوزيره أبسالون Absalon كبير أساقفة لوند Lund على إقامة حكومة قوية، طهرت البحار من القراصنة. واعتنت الدنمرقة بحماية التجارة وتشجيعها، وأسس أبسالون في عام 1167 مدينة كوپنهاجن Copenhagen أي «مرفأ السوق»- Kjoebenhaven. وردّ ولدمار الثاني (1202-1241) على الاعتداءات الألمانية بالاستيلاء على هولشتاين Holstein ، وهامبورغ، وعلى البلاد الألمانية الواقعة في الشمال الشرقي من نهر إلبه.
ثم قام بثلاث حروب صليبية ضد صقالبة البحر البطليقي «تكريماً للعذراء المباركة» واستولى على إستونيا الشمالية، وأسس مدينة رڤال Reval. وهوجم في إحدى هذه الحروب وهو في معسكره؛ ويقول الرواة إنه نجا من الموت بسببين أولهما شجاعته وثانيهما أنه نزلت من السماء في وقت الهجوم عليه راية حمراء عليها صليب أبيض. وأصبحت هذه الراية المعروفة باسم الدانبروگ Dannebrog أي القماش الدنمرقي علم القتال الدنمرقي؛ وأسره الكونت هنري من شويرين Count Henry of Schwerin في عام 1223، ولم يطلق سراحه بعد أن قضي في الأسر عامين ونصف عام إلا بعد أن نزل للألمان على جميع فتوحه الألمانية والصقلبية ما عدا روگن Rügen. وقضي هذا الملك بقية حياته العجيبة النافعة في الإصلاحات الداخلية وتقنين جميع شرائع الدنمرقة. وكانت مساحة الدنمرقة حين وفاته ضعفي مساحتها في هذه الأيام، وكانت تشمل الجزء الجنوبي من بلاد السويد، وكان عدد سكانها مساوياً لعدد سكان السويد (300.000) والنرويج (200.000) مجتمعين. ثم ضعفت سلطة الملوك بعد وفاة ولدمار الثاني، حتى إذا كان عام 1282 حصل الأشراف من إريك گليپنگ Eric Glipping على عهد يعترف فيه بأن جمعيتهم «دانهوف Danehof» برلمان قومي.

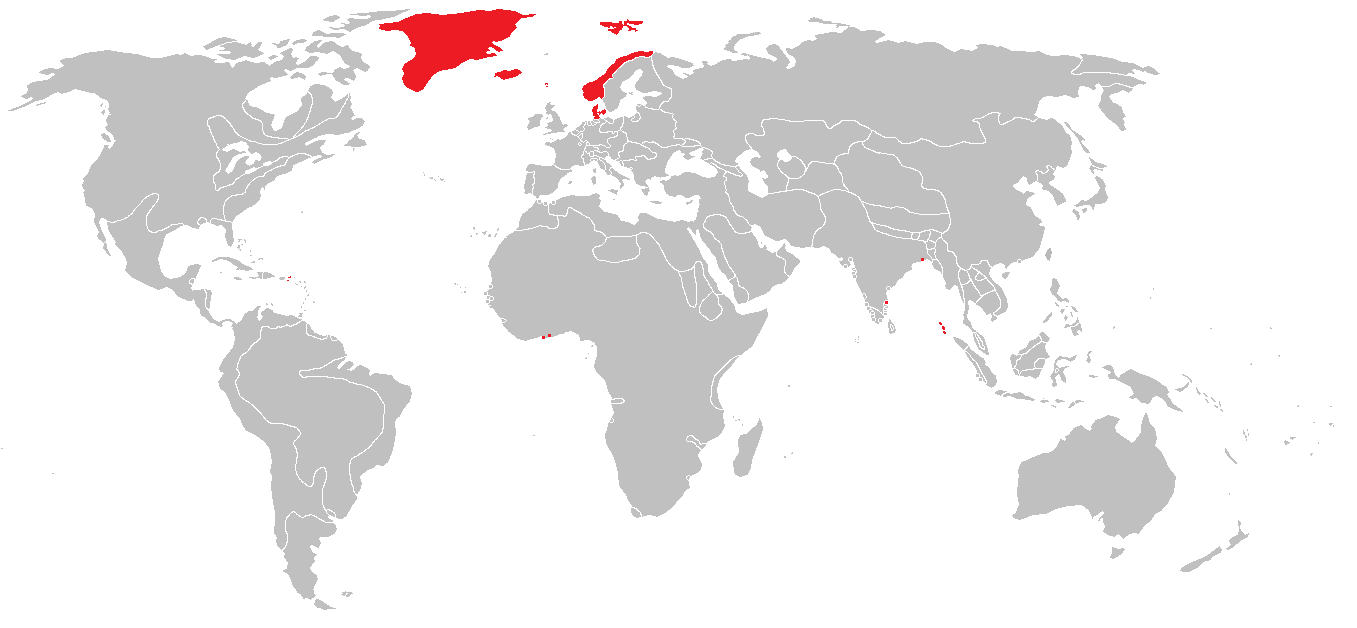
خريطة تبين ممتلكات المستعمرة النرويجية-الدنماركية عام 1800

## الدنمارك دولة عظمى 1559 - 1648
عندما ارتقى فردريك الثاني العرش 1559 كانت الدنمارك من أقوى الدول وأكثرها امتداداً في أوروبا، ولم تكن تعلمت بعد أنه من الحذق والحكمة أن تكون صغيرة. وفي الصراع الطويل الأمد بينها وبين السويد من أجل السيطرة على التجارة بين بحر الشمال والبلطيق، كانت الدنمارك هي المنتصرة في بداية الأمر، حتى امتد حكمها عبر الاسكاجراك إلى النرويج، وعبر الكاتيجات إلى ما هو الآن جنوب السويد. واستولت على المدن الاستراتيجية كوبنهاغن وهلسينور في الجانب الغربي، ودالمو وهلسنبور في الجانب الشرقي من الأوريسوند أو السوند-أي المياه العاصفة التي لا يزيد اتساعها في مكان واحد فقط على ثلاثة أميال ونصف الميل. والتي تفصل الآن الدنمارك عن السويد. واستولت في أقصى الشرق، في معظم هذه الفترة، على جزر بورنهلم وجوتلفد وأوسل، وبذلك تحكمت في بحر البلطيق. وكانت تضم في الجنوب دوقتي شلزويج وهولستين، كما حكمت في أقصى الشمال الغربي أيسلنده وغرينلاند وكانت الضرائب والرسوم التي فرضتها الدنمارك على التجارة المارة عبر المضايق بين البحار هي المصدر الأساسي لموارد المملكة ولسبب الرئيسي في حروبها.
وكانت السلطة السياسية في أيدي ثمانمائة من النبلاء ملكوا نصف الأرض وجعلوا من الفلاحين أرقاء، وانتخبوا الملك، وحكموا البلاد عن طريق الرايخستاگ أو الديت الوطني (الجمعية التشريعية) والريجستاد أو مجلس الدولة. وأفادوا من حركة الإصلاح الديني بامتصاص معظم الممتلكات التي كانت تابعة للكنيسة من قبل. وفي مقابل إعفائهم من الضرائب، كان متوقعاً منهم ولكنهم رفضوا في أغلب الأحيان، أن يسلحوا فلاحيهم ويقودوهم إلى الحرب، إذا استفزهم الملك، ولم يحظَ رجال الدين البروتستانت المحرومين من الثورة إلا بمكانة اجتماعية هزيلة ونفوذ سياسي ضئيل، ومهما يكن من أمرهم فإنهم سيطروا على التعليم وأشرفوا على الأدب، ومن ثم لم ينتج إلا لاهوتاً وتراتيل. ونعم جمهور السكان. وقد بلغ عددهم نحو مليون، بالإسراف بالطعام والشراب، حتى لقد نصح حلاق جراح عملاءه قائلاً: "إنه لمن الأفضل للناس أن يشربوا الخمر إلى حد الثمل مرة في كل شهر، وعندي لهذا أسباب قوية، فإنه يقويهم ويساعدهم على النوم العميق، ويسهل التبول والتنفس ويجلب السعادة الرفاهية عامة.
وظهر في هذه الحقبة شخصيتان دنيماركيتان من حقهما على التاريخ أن يذكرهما: تيكوبراهي أعظم الفلكيين في هذا الجيل، وكرستيان الرابع الذي لم يكن ملكاً على الدنمارك لمدة ستين عاماً (1588-1648) فحسب، بل كان يمكن كذلك أن يتزعم الناس بصرف النظر عن الأصل الملكي. وإنا لنمر مروراً عابراً بوالده فردريك الثاني لنذكر أن المهندس المعماري الفلمنكي أنطونيوس فإن أوبرجر صمم له (1574-1575) حصن قصر كرونبورج في هلسينور-«السينور هملت».
وعندما مات فردريك 1587 كان كريستيان صبياً في الحادية عشرة، فتولى الحكم لمدة ثمان سنوات أربعة أوصياء من النبلاء، ثم قبض كريستيان على زمام الأمور، وطيلة نصف القرن التالي. نعم بحياة مترفة في بذخ وحيوية ونشاط متعدد الجوانب، مما أدهش كل أوروبا، وبز الملك توجيهات الحلاق الجراح سالف الذكر، لأنه كان بانتظام في حاجة إلى من يعاونه في العودة إلى قصره بعد أمسية صاخبة مخمورة. وبلغ دنسه وتهتكه حداً لم يتفوق عليه فيه إلا القليل من رعاياه. وخلق عدد أولاده غير الشرعيين مشكلة في علم المحاسبة. وغض شعبه النظر عن هذه الأخطاء العادية، وأحبوه لأنه كان يرقص في أعراسهم واشترك في أعمالهم وخاطر بحياته كثيراً لخدمتهم، وأضاف إلى هذا كله معرفته باللاتينية والعلوم، وتذوقاً مثقفاً للفن، وعقيدة دينية ميسرة لم تثر أي جدل حول الجدير وغير الجدير بالتصديق والثقة، أو أي وخز للضمير حول المزاح والهزل. وساعد في أوقات فراغه على أن يجعل من كوبنهاغن (مرفأ التجار) إحدى العواصم الأكثر جاذبية وفتنة في أوروبا. وضاعف برنامجه للبناء من محيط المدينة. وفي عهده شيد قصر روزنبورخ، وسرعان ما قامت بعده سوق الأوراق المالية (البورصة) بواجهتها امتداداً كبيراً، وأرتفع اللوبي عالياً. وأصلح كريستيان حكومة النرويج وطور صناعتها وأعاد بناء عاصمتها التي حملت اسمه لمدة ثلاثة قرون: «كريستيانا» (سميت أوسلو 1925). وفي الدنمرك أصلح الإدارة ونهض بالصناعات ونظم الشركات التجارية وأسس الكليات والمدن، ورفع من مستوى الفلاحين في الضياع الملكية.
وأطاح الطمع بالملك، ذلك أنه كان يراوده حلم إسكنديناوة بأسرها تحت حكم رجل واحد، أي تحت حكمه هو، ولكن النبلاء اعترضوا بأنه من المتعذر غزو السويد، ولم يمنحوه تأييدهم وعونهم وشن بالجنود المرتزقة أساساً حرب الكلمار على السويد (1611-1613). وما أن قامت حرب الثلاثين عاماً حتى وجد نفسه على كره منه، متحالفاً مع السويد، دفاعاً عن قضية البروتستانت. وبرغم هذا الخطر المحدق به استأنف الحرب مع السويد (1643) ولو أنه كان في السابعة والستين من العمر. وقاد قواته الهزيلة في حماسة رومانتيكية. وفي معركة كولمبرج البحرية (1644) قاتل طوال يوم كامل على الرغم من إصابته بعشرين جرحاً، وفقد إحدى عينيه، وأحرز نصراً مؤقتاً. وثبت في آخر الأمر أن السويد أقوى، وحررها صلح برومسبرو 1645 من دفع الرسوم على تجارتها في مياه السويد، وتخلى لها عن جوتلند وأوزل وثلاث مقاطعات في شبه جزيرة إسكنديناوة. وعندما مات كرستيان الرابع، بعد خمسين عاماً من أعمال بناءة وحروب هدامة كانت مملكته أصغر مما كانت عليه حين اعتلى العرش. ودالت دولة الدنمرك وسطوتها.

## القرن 19

### حروب نابليون

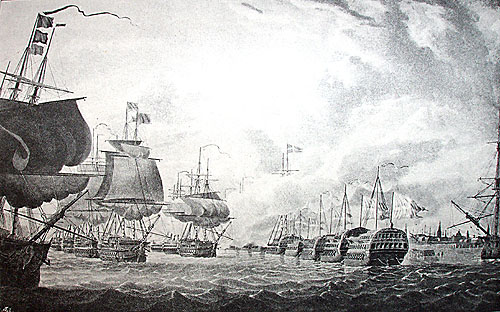
معركة كوبنهاغن, [1801].

لم تثر أخبار سقوط الباستيل دهشة كبيرة لدى الدنمركيين الذين كانوا بالفعل منذ سنة 1772 قد ألغوا القنانة (عبودية الأرض) والتعذيب في أثناء المحاكمة وأصلحوا القانون والمحاكم والشرطة وطهروا مجال الخدمة المدينة من الرشوة واستغلال النفوذ وأعلنوا حرية العبادة لكل الأديان وشجعوا الأدب والفن• وكان الدنمركيون ينظرون إلى أسرتهم المالكة كأساس استقرار وسط صراع الطبقات وتقلبات السياسة• وعندما هاجم الجمهور الباريسي الملك لويس السادس عشر، وبعد الحكم عليه بالإعدام - رغم أنه أي لويس السادس عشر كان كالملك الدنمركي مؤيداً لاتخاذ إجراءات ليبرالية، كان الدنمركيون متفقين مع مليكهم على أنهم ليسوا في حاجة إلى هذا الانفعال (العنف). وسرعان مانظر الدنمركيون بتسامح إلى نابليون لتهدئته الثورة وإعادته النظام في فرنسا، فرفضت الدنمرك الانضمام لتحالف مضادٍ له.
بل على العكس فقد تحدت الحكومة الدنمركية دعاوي الأدميرالية البريطانية بحق قباطنتها في الصعود إلى أي سفينة متجهة إلى فرنسا والبحث عن البضائع المهربة فيها• وفي مناسبات عديدة في سنتي 1799 و1800 اعتلى القباطنة البريطانيون سفنا دنمركية وقبض أحدهم على سبعة تجار دنمركيين ممن قاوموه واحتجزهم في ميناء بريطاني. وفي أغسطس سنة 1800 دعا القيصر بول الأول Czar paul I ملوك بروسيا والسويد والدنمارك للانضمام إليه في العصبة الثانية للحياد المسلح بهدف مقاومة تفتيش البريطانيين للسفن المحايدة. وفي 16 و 18 ديسمبر سنة 1800 وقعت القوى البلطيقية الأربع إعلان مبادئ وافقوا بمقتضاه على الدفاع عن الآتي:
1. لكل سفينة محايدة الحق في الإبحار بحرية من ميناء إلى ميناء على سواحل الدول المتحاربة.
2. البضائع التي تخص رعايا القوى المتحاربة - باستثناء المهربة - لا يجوز التفتيش عليها إذا كانت على متون سفن تمتلكها دول محايدة.

وكان إعلان قائد السفينة (المحايدة) أن السفينة أو السفن التابع للبحرية الملكية أو الإمبراطورية ليس في حمولتها بضائع مهربة - يكفي لمنع أي تفتيش.
أعرب نابليون عن اغتباطه بهذا الإعلان، ودعا بول الأول فرنسا للانضمام إلى روسيا في غزو الهند للقضاء على السيطرة البريطانية هناك. وأحست إنجلترا أن النزاع وصل إلى نقطة حرجة لأن الأساطيل المشتركة للقوى المحايدة وفرنسا يمكن أن تنهي السيطرة البريطانية على البحار التي هي - أي هذه السيطرة - المانع الوحيد الذي يمنع نابليون من غزو إنجلترا، فانتهت الحكومة البريطانية إلى أن الحل الوحيد هو الاستيلاء على الأسطوال الدنمركي أو الروسي أو تدميره• ومن الأفضل أن يلحقوا هذا بالأسطول الدنمركي لأن الهجوم على روسيا قد يتيح للأسطول الدنمركي الهجوم على مؤخرة الأسطول البريطاني.
وفي 21 مارس 1801 غادر أسطول بريطاني بقيادة السير هايد باركر Hyde Parker، ميناء يارموث Yarmouth مزودًا بتعليمات للتوجه إلى كوبنهاغن ومطالبة الدنمرك بالانسحاب من عصبة الحياد المسلح وفي حالة الرفض يقوم الأسطول الإنجليزي بالاستيلاء على الأسطول الدنمركي أو تدميره• وكان الأدميرال المساعد هو هوراتيو نيلسون Horatio Nelson وكان في الثانية والأربعين من عمره، وكان هو القائد الثاني، وكان مستاء من تبعيته للأدميرال باركر البالغ من العمر اثنين وستين عاما والذي أظهر ميلا للحذر من ميل نيلسون للخروج عن قيادته.

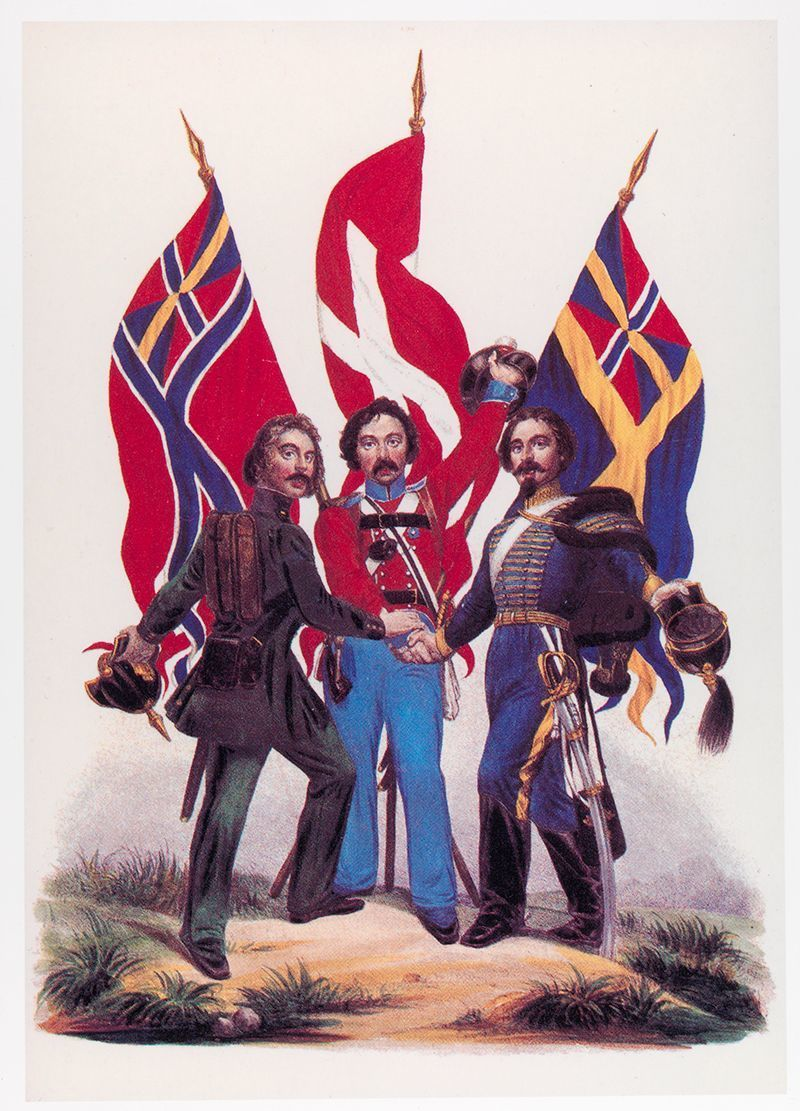
إسكندنافيوية

ووصلا إلى الساحل الغربي لجوتلاند Jutland في 17 مارس وأبحرا بحذر شمالا وحول رأس شجيراك Shaggerak لشبه الجزيرة ثم جنوباً في خليج كتيجات Kattegat الكبير إلى جزيرة سجالاند Sjaelland ومن ثم عبرا المضيق الضيق بين هالسنجبورج Halsingborg السويدية وهلسنجور Helsingor الدنمركية فأطلق عليهم حصن كرونبورج Kronborg مدافعه، فاتجه الأسطول البريطاني جنوبا في المضيق حيث مضيق آخر هو أضيق المضايق جميعا فبدت كوبنهاغن منيعة يحميها الأسطول الدنمركي والحصون - لقد كان هناك سبع عشرة سفينة مصفوفة في خط من الشمال إلى الجنوب، وكان كل منها مسلحا بمدافع يتراوح عددها بين عشرين وأربعة وستين مدفعا• وقرر الأدميرال باركر أن سفنه الكبرى حجما ذوات الغاطس الأعمق من سفن نلسون لا يمكنها دخول هذا المضيق ذي المياه الضحلة، دون خطر الارتطام بالأرض أو التعرض للتدمير فانتقل نلسون بعلم قيادته من السفينة سانت جورج إلى السفينة إليفانت وقاد إحدى وعشرين سفينة أصغر من سواها في المضيق ركزها في مواجهة السفن والحصون الدنمركية مباشرة• لقد دارت المعركة (2 أبريل 1801) وكل طرف منهما عى مقربة من الطرف الآخر حتى كادت كل طلقة أو قذيفة تحمل معها الدمار أو الموت وقد حارب الدنماركيون بشجاعتهم المألوفة، وحارب الإنجليز بنظامهم المعهود ومهارتهم في التصويب• وكادت كل سفينة من السفن المشتركة في القتال تتعرض لخطر شديد، وبدا موقف نيلسون حرجاً جداً حتى إن الأدميرال باركر أشار إليه بالإشارة رقم 39 الشهيرة والتي تعني التراجع• وثمة رواية إنجليزية تذكر أن نيلسون راح ينظر للإشارة بإمعان بعينه المصابة بالعمى، وعلى أيه حال فقد أقسم في وقت لاحق أنه لم ير أبدا الإشارة التي تأمر بالتراجع، فواصل القتال• ونجح المغامر الكبير، فراحت السفن الدنماركية تهوي غارقة أو تصبح غير صالحة للقتال• وعرض نيلسون وقف إطلاق النار فقبل طلبه، وكان نيلسون - كنابليون - يستخدم الدبلوماسية إلى جانب الحرب لتحقيق غرضه، فاتجه إلى الساحل لمناقشة شروط السلام مع فريدريك الوصي على العــرش الدنمركــي وولــي العهــد• وكــان الأميــر قــد تلقى أخبارا مفادها أن القيصر بول الأول قد اغتيل (23 مارس 1801) وأن عصبة الحياد المسلح قد انهارت، فوافق على الانسحاب منها• وأكدت الحكومة البريطانية الاتفاق الذي وقعه نيلسون، وعاد إلى نصر آخر، فقد دعته الأمة (1805) لينقذ السيادة البريطانية على البحار في معركة الطرف الأغر.
ونجت الدنمرك واحترمتها إنجلترا كما كانت تحترمها سائر دول أوروبا، وظلت هذه المملكة الصغيرة طوال الست سنوات التالية تُناضل للحفاظ على حيادها بين بريطانيا العظمى وروسيا اللتين تسيطران على البحار المجاورة، والجيوش الفرنسية التي تَعِسّ في الأراضي المجاورة لهذه الشبه جزيرة التي يعمها الاضطراب• وكان الدنمركيون بشكل عام يميلون لنابليون لكنهم امتعضوا بسبب إلحاحه عليهم لمزيد من الانحياز له• وبعد سلام تيليسيت Tilsit أرسل نابليون رسالة إلى الحكومة الدنمركية ملحاً على ضرورة منع أي بضائع إنجليزية، ومطالباً بتعاون أسطول الدنمرك الجديد مع الفرنسيين.
والآن - كما كان الأمر في سنة 1801 - أخذت الحكومة البريطانية بزمام المبادرة وأرسلت أسطولاً كبيراً على متون سفنه 000,72 مقاتل إلى المياه الدنمركية (26 يوليو 1807) متذرعة بأن عملها هذا لا هدف له إلا تحقيق السلام، وحذَّر وزير الخارجية البريطاني جورج كاننج حكومته من أن نابليون كان يخطط لضم الأسطول الدنمركي إلى أسطول آخر في محاولة لإنزال جنود في اسكتلندا أو إيرلندا، وفي 28 يوليو أصدر كاننج تعليمات لممثلي الحكومة البريطانية في الدنمرك بإعلام ولي العهد الدنمركي أنه من الضروري لأمن بريطانيا العظمى أن تتحالف معها (أي الدنمرك) وأن تضع أسطولها تحت تصرف الحكومة الإنجليزية. ورفض ولي العهد الدنمركي واستعد للمقاومة، فحاصرت السفن البريطانية سجالاند Sjaeland وأحكم الجند البريطانيون الحصار حول كوبنهاغن، وتعرضت المدينة لقذف بالمدفعية من البر والبحر (2-5 سبتمبر 1807) وكان القصف عنيفاً لدرجة أن الدنمركيين سلَّموا لإنجلترا كل أسطولهم: 28 سفينة كبيرة وعشر فرقاطات وأربع وعشرين سفينة صغيرة. ومع هذا فقد واصلت الدنمرك الحرب وظلت منحازة لفرنسا حتى سنة 1813.

### القومية والليبرالية

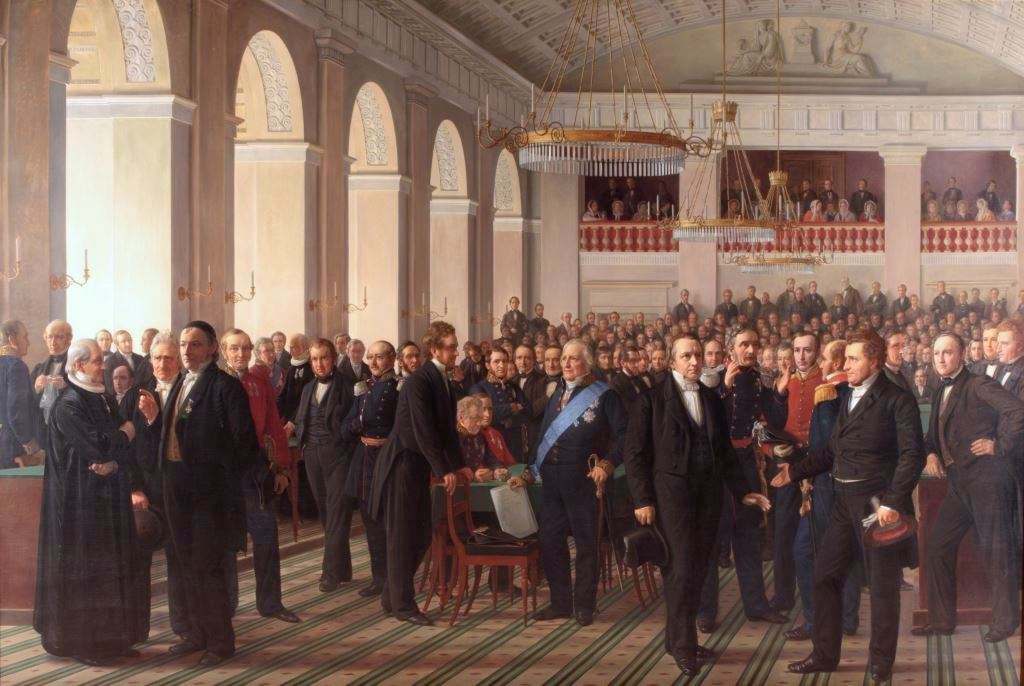
الجمعية الدستورية
المجلس التأسيسي أنشأ الدستور الدنماركي, 1860–1864 بريشة قسطنطين هانسن.

اكتسبت الحركات الليبرالية والقومية الدنماركية زخما في ثلاثينيات القرن 19، وبعد ثورات 1848 في أوروبا أصبحت الدنمارك ملكية دستورية في 5 يونيو 1849. وقد طالبت البرجوازية المتنامية بحصة في الحكومة، وفي محاولة لتجنب هذا النوع من الثورات الدموية التي تحدث في أماكن أخرى في أوروبا، تنازل فريدريك السابع لمطالب المواطنين. وظهر دستور جديد يفصل بين السلطات ومنح حق التصويت لجميع الذكور البالغين وحرية الصحافة والدين وتكوين الجمعيات. وأضحى الملك رئيس السلطة التنفيذية. أما الجزء التشريعي فيتألف من مجلسين برلمانيين؛ فولكتنغ وهو مجلس النواب، الذي يضم أعضاء ينتخبون من قبل عامة السكان، ولاندستينغ التي ينتخبها أصحاب الأراضي. كما لدى الدانمرك سلطة قضائية مستقلة.
ومن النتائج الهامة أيضا للثورة إلغاء الرق في مستعمرتها جزر الهند الغربية الدنماركية في الكاريبي، التي شهدت في وقت سابق من تاريخها أكبر مزادات العبيد في العالم. وفي 1845 باعت الدنمارك مستعمرتها الاستوائية في الهند ترانكيبار [الإنجليزية] إلى بريطانيا.
ولايزال الملك الدنماركي يملك مناطق تتكون من جزر في النصف الشمالي من شبه جزيرة يوتلاند ودوقية شليسفيغ في اتحاد حقيقي مع دوقية هولشتاين.

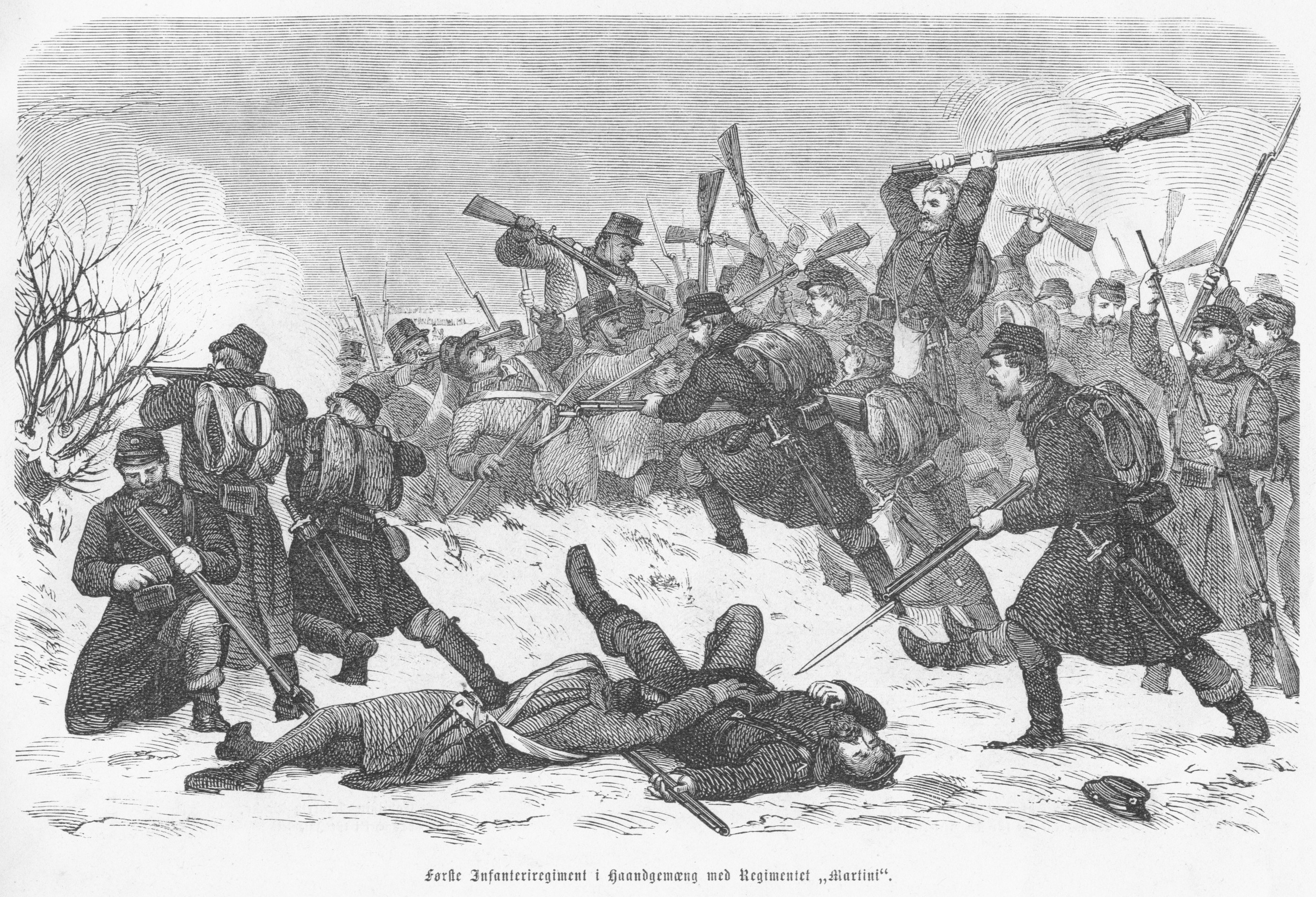
فوج مشاة دنماركي في معركة مع فوج "مارتيني". رسم معاصر لحرب شلسفيغ الثانية.

شكلت الجزر ويوتلاند معا المملكة، في حين أن الملك استلم الدوقيات باتحاد شخصي مع المملكة. شكلت دوقية شليسفيغ إقطاعة دانمركية، في حين ظلت دوقية هولشتاين جزءا من الاتحاد الألماني.
اعتاد الدنماركيون منذ أوائل القرن 18 -وازدادت مع أوائل القرن 19- ان يروا تلك الدوقيات والمملكة أنها دولة واحدة. ولكن اصطدمت تلك النظرة مع الأغلبية الألمانية الموجودة في الدوقيات المدعومة من اتجاهات ليبرالية وقومية، مما أدى إلى حركة عرفت باسم شلسفيغ هولشتاين والتي هدفت إلى الاستقلال عن الدنمارك. فاندلعت حرب شليسفيغ الأولى (1848-1851) بعد التغيير الدستوري سنة 1849 وانتهت بأن «يبقى الوضع كما هو» بسبب تدخل بريطانيا والدول العظمى الأخرى.
جرت مناقشات كثيرة في الدانمرك بشأن كيفية التعامل مع مسألة شليسفيغ-هولشتاين. وطالب الليبراليون الوطنيون باقامة علاقات دائمة بين شليسفيغ والدنمارك، لكنهم قالوا ان هولشتاين يمكن ان تفعل نفس الشيء عن قناعة. ومع ذلك تجاوزت الأحداث الدولية السياسة الدنماركية المحلية، فواجهت الدنمارك الحرب ضد كل من بروسيا والنمسا في ما أصبح يعرف باسم حرب شلسفيغ الثانية (1864). استمرت الحرب من فبراير إلى أكتوبر 1864. تعرضت الدنمارك لهزيمة سهلة من بروسيا والنمسا، واضطرت للتخلي عن كل من شليسفيغ وهولشتاين.
سببت الحرب صدمة شديدة للأمة الدنماركية، مما أجبرها على إعادة النظر في مكانتها بالعالم. فقد جاء فقدان شليسفيغ-هولشتاين بأنها الأحدث في سلسلة طويلة من الهزائم والخسائر الإقليمية التي بدأت في القرن 17. فقد خسرت الدولة الدنماركية إلى الآن بعض من أغنى مناطقها: سكونا إلى السويد وشليسفيغ إلى ألمانيا، لذلك ركزت الأمة على تطوير المناطق الأكثر فقرا في البلاد. وحدثت تحسينات زراعية واسعة النطاق في يوتلاند، وبرز شكل جديد من أشكال القومية التي شددت على الشعب «الصغير» وسلامة ريف الدنمارك، وتجاهل التطلعات الأوسع نطاقا.

## الإبداعات العلمية والأدبية للدنمارك

### العلم
وفي أثناء الحروب بل وبإلهام منها في غالب الأحيان - قدم الدنمركيون إسهامات مهمة في العلوم والآداب والفنون. لقد اكتشف هانز كريستيان أورستد Oersted (1777- 1851) أن إبرة ممغنطة (على محور) ستعود عند الزوايا القائمة إلى الطرف الآخر حاملة تياراً كهربيا. ودخلت الكلمة (أورستد Oersted) إلى كل اللغات الأوروبية والأمريكية لتعني وحدة القوَّة في مجال مغناطيسي (وحدة شدّة المجال المغناطيسي)• لقد أسس أورستد علم الكهرباء المغناطيسية خلال ثلاثين عاماً من التجارب.

### الأداب
وكان نيكولاي جرندتفج طوال عمره البالغ ثمانية وتسعين عاماً يبذل كل جهده ليكون لاهوتياً متحرراً وأسقفاً وفيلسوفاً ومؤرخاً ومربّيا مبدعا ورائداً في دراسة الحكايات الشعبية والتراثية من الآداب الأنجلوسكسونية وآداب سكندنافيا، وألَّف بعض القصائد الملحمية والأغاني والترانيم الدينية التي مازالت محبوبة في سكندنافيا.

### الفنون
وكان للدنمرك في هذا العصر المفعم بالأحداث مسرح ناشط ، عملت كوميدياته على وخز مظاهر الادعاء على المستوى الاجتماعي، فسخر بيتر أندرياس هايبرغ (ع. 1758-1841) من التمييز الطبقي في مسرحيته (de vanner Og De vonner) فكثر أعداؤه بسبب ذلك حتى إنه لجأ إلى باريس طلباً للأمان فعمل في وزارة الخارجية الفرنسية مع تاليران، وقد أنجب ابنا هو يوهان لودفيغ هايبرغ (1791-1860)، الشاعر والناقد الذي كان له شأن كبير في المسرح الدنمركي في الفترة التالية.
وظهر في الأدب الدنمركي شاعران على الأقل تخطت شهرتهما حدود الدنمرك واللغة الدنمركية، ولا شك أن جينز إيمانويل (عمانويل) باجسن Jens Immannel Baggesen (1746-1826) كان ذا شخصية جذابة وأسلوب رشيق. ولقد افتتن دوق أوجستنبورج Augustenburg بأشعاره الأولى ، فدفع للشاعر الشاب تكاليف زيارته لألمانيا وسويسرا. وقابل جينز كلاً من فيلاند ، وشيلر، وهيردر وكلوبستوك، وأحس بتطلعات روسّو الرومانسية، وسعد بالثورة الفرنسية وابتهج لقيامها.
ودرس فلسفة كانط وسار في تيارها، ذلك التيار الذي أنعش الفلسفة الألمانية، وأضاف اسم كانط إلى اسمه وكتب حصاد رحلاته وتأملاته في كتاب متاهة شاعر جوّال Labyrinthen eller Digtervandringer (1792) كاد يضارع فيه لورنس ستيرن Laurence Stern فكاهةً وفيضَ مشاعر. ولما عاد للدنمرك تخلّى عن إثارة فيمار وباريس، وعاش في فرنسا في الفترة من 1800 إلى 1811 يراقب نابليون وهو يصوغ النظام من الحرية ويحول الجمهورية إلى إمبراطورية (المقصود يحول النظام الجمهوري إلى نظام إمبراطوري أو ملكي). وفي سنة 1807 ألف قصيدة حيوية (الشبح ونفسه Gjengengeren og ban Slev) عرض فيها بذكاء وعمق تأرجحه بين المُثل الكلاسية من نظام وانضباط وحقيقة من ناحية، والاعتدال والتطلع الرومانسي إلى الحرية والخيال والرغبة من ناحية أخرى• وفي سنة 1811 أصبح أستاذاً في جامعة كيل Kiel ، وبعد ذلك بعامين دخل في معركة حامية مع أعظم شعراء الدنمرك.
لقد عاش آدم جوتلوب أولنشليجر Adam Gottlob Oehlenschlager (ع. 1779-1850) حياة سعيدة - بشكل غير عادي - في فترة شبابه. كان والده ناظراً لأحد قصور الضواحي التي تحيط بها الحدائق والحقول، فاستمتع ابنه بحديقة يلعب فيها ومكتبة يقرأ فيها وصالة يعرض فيها الأعمال الفنية، وحلق به خياله وتطلّع للعمل في مهنة التمثيل لكن صديقه هانز كريستيان أورستد Oersted جذبه إلى جامعة كوبنهاغن• لقد عاش خلال الفترة التي قذف فيها البريطانيون بمدافعهم الأسطول الدنمركي والعاصمة الدنمركية في سنة 1081، وأحس بتأثير الفيلسوف النرويجي هنريك ستيفنز Steffens، وأخيراً وصل إلى مكانته من الشهرة بإصداره مجموعة قصائد في سنة 2081 رسَّخت الاتجاه الرومانسي في الأدب الدنمركي.
وواصل معركته فأصدر مجموعة أشعار (1803) يوازن فيها بين حياة المسيح والتغييرات السنوية الحادثة في الطبيعة فأدانته الكنيسة الرسمية كحلولي (قائل بوحدة الوجود) مهرطق، لكن الحكومة الدنمركية كافأته بمنحة للسفر إلى ألمانيا وإيطاليا وفرنسا• وقابل جوته، وربما تعلم منه أن يراجع ذاتيته الرومانسية. وفي ديوانه قصائد شمالية، 1807 (Nordiske Digte) استوحى الميثولوجيا الأسكندنافية بملحمة تحتفي برحلات الرب تور Thor، ودراما عن هاكون جارل Haakon Jarl الذي حكم النرويج من سنة 790 إلى سنة 799 وخاض معركة خاسرة لمواجهة انتشار المسيحية. وعندما عاد أولنشليجر إلى كوبنهاغن (1809) استقبلته الدوائر الأدبية كأعظم شاعر دنمركي.
وانتهز فرضة شهرته وشعبيته فنشر سلسلة من الأعمال المتعجلة ، فانتقده جينز بجسن Beggesen علناً ذاكراً أن أعماله تتسم بتدني المستوى والإهمال• واستعر الخلاف، ولم يدافع فيه أولنشليجر عن نفسه كثيرا، إلا أن أصدقاءه - على أية حال - تولوا هذه المهمة عنه وتحدوا بجسن Baggesen بدخول مبارزة في شكل نقاش أو مناظرة باللغة اللاتينية. وفي هذه الأثناء نشر أولنشليجر عمله (Helge and Den Lille Hyrdedreng) فرحب بجسن Baggesen به لأنه عودة آدم القديم. وفي سنة 1829 توّج أولينشليجر في لوند كأمير للشعراء، وقام بتتويجه تجنر Esaias Tegner وفي 4 نوفمبر 9481 امتدحه الشعراء المعاصرون في عيد ميلاده السبعين واصفينه بأنه آدم جبلنا المقدس (The Adam of our Parnassus) وفي مضمار الفن قدمت الدنمرك لأوربا نحاتا لم يكن هناك من يضارعه عندما بلغ أوجه سوى كانوفا Canova.
إنه بيرتل ثوروالدسن Thorwaldsen (1770- 1844) الذي فاز بمنحة لدراسة الفن بأكاديمية كوبنهاغن واستقرفي سنة 1797 في روما التي كانت لاتزال راضخة لإنجيل فينكلمان Winckelmann في الفن الهيليني باعتباره هو الفن الذي يجب احتذاؤه (النموذج الأمثل). لقد لفت انتباه كانوفا، وحذا حذوه في نحت تماثيل لأرباب المعتقدات الوثنية ، كما نحت تماثيل للمشاهير المعاصرين له في أوضاع وملابس إغريقية أو رومانية، وعلى هذا فقد وجدناه في سنة 1817 يقيم تمثالا نصفيا لبايرون على نسق أنطونيوس الوقور. وكان يلي كانوفا من حيث المكان كزعيم للمدرسة الكلاسية الجديدة في النحت وانتشر أسلوبه النحتي انتشارا كبيرا حتى إنه عندما غادر روما في سنة 9181 ليقيم في كوبنهاغن كان يلقى ترحيباً كبيرا في أثناء مروره بفينا وبرلين ووارسو. والآن (1819) وجدنا يصنع النموذج الذي احتذاه لوكاس أهورن Lucas Ahorn ونحته من حجر رملي (Lion of Lucerne) تخليدا لذكرى الحرس السويسري الذي مات أفراده دفاعا عن لويس السادس عشر في سنة 2971• وتألمت كوبنهاغن عندما وجدته يغادرها مرة أخرى إلى روما. لكنها - في سنة 1838- احتفت مفتخرة بعودته• وكان في هذا الوقت قد حقق ثروة وهب جزءا منها لإقامة متحف لعرض أعماله التي كان من أشهرها تمثال له شخصيا ليس كلاسيا إذ أظهر فيه بدانته بأمانة• وتوفي في سنة 1844 ودفن في حديقة متحفه.

### الحرب العالمية الثانية

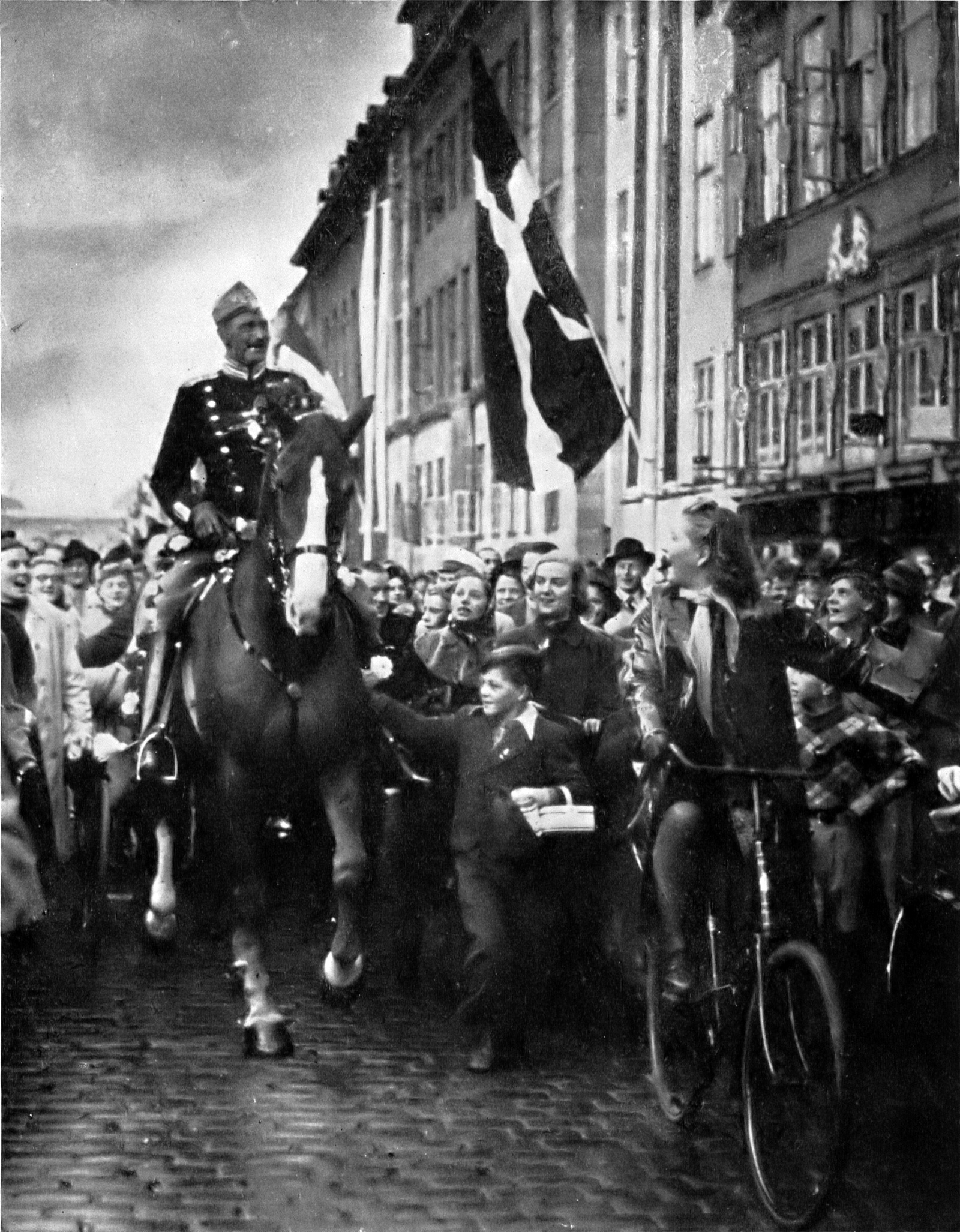
During the German occupation, King Christian X became a powerful symbol of national sovereignty. This image dates from the King's birthday, 26 سبتمبر 1940. Note the lack of a guard

## معرض صور

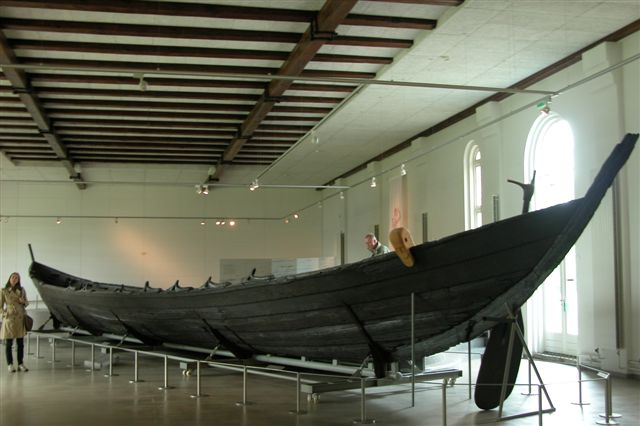
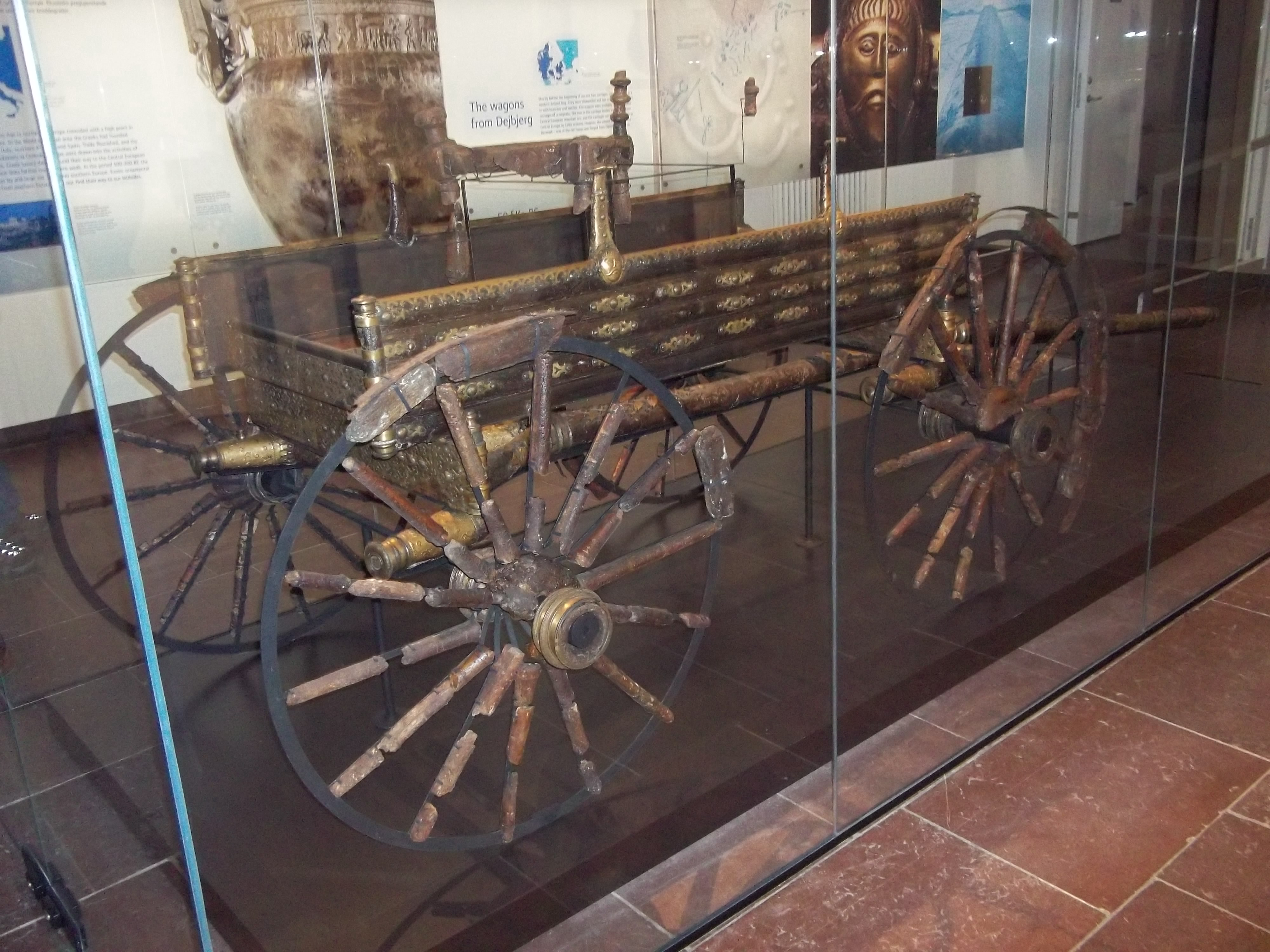
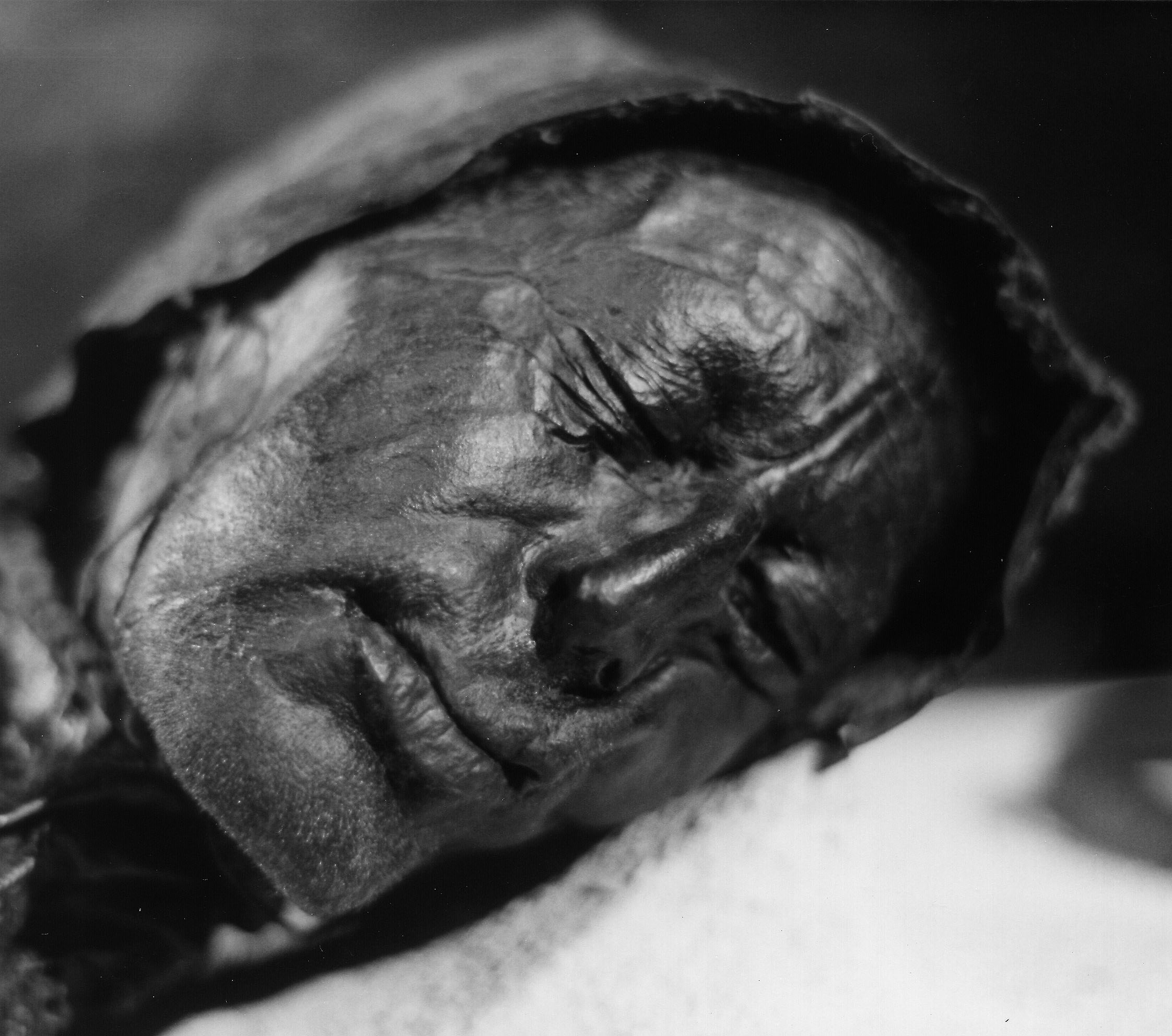
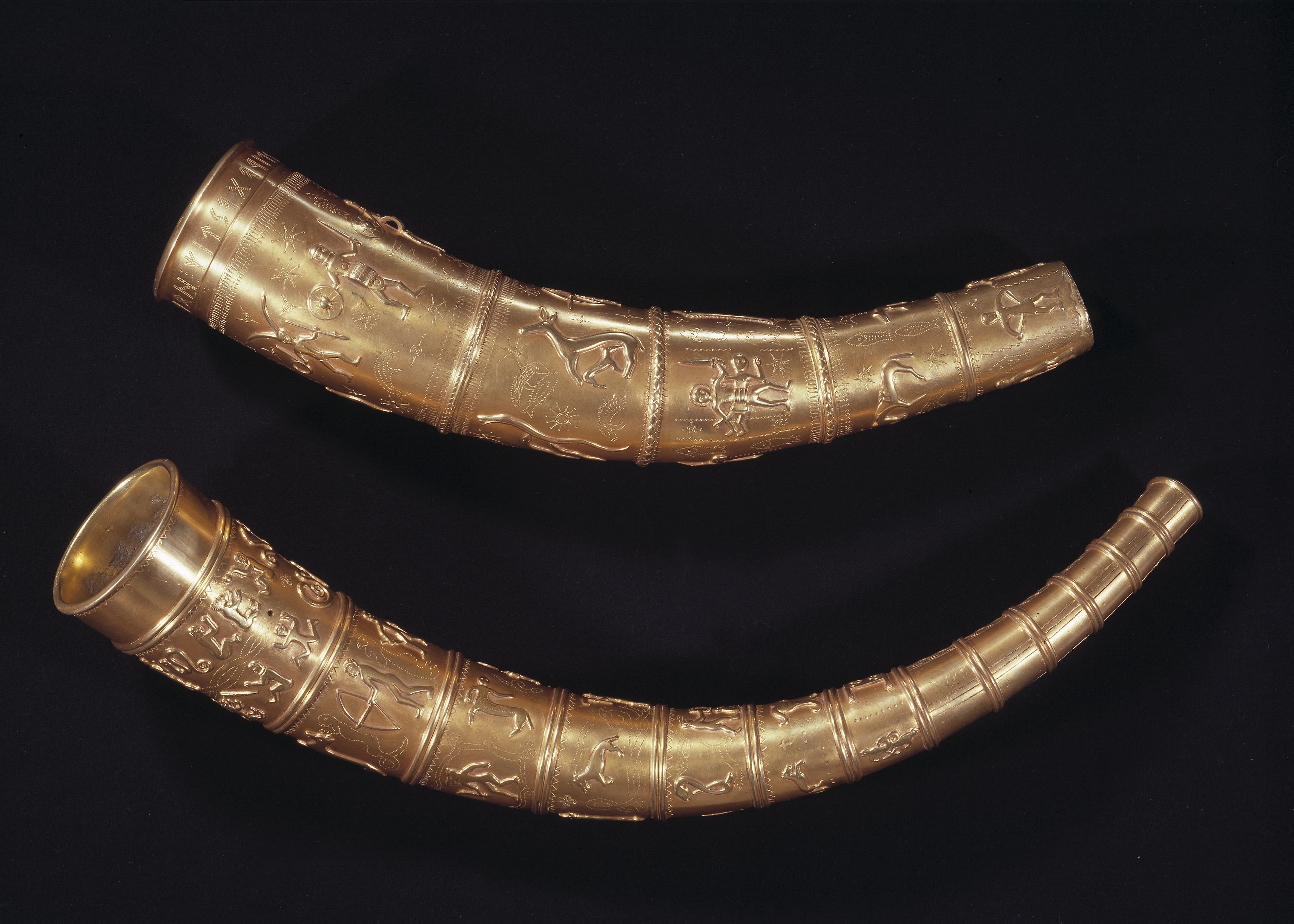

## قراءات إضافية
- Derry, T. K. A History of Scandinavia: Norway, Sweden, Denmark, Finland and Iceland. Minneapolis: University of Minnesota Press, 1979. ISBN 0-8166-3799-7.
- Lauring, Palle. A History of Denmark. 3rd ed. Copenhagen: Høst, 1995. ISBN 87-14-29306-4.

## وصلات خارجية
- Historical Atlas of Denmark نسخة محفوظة 2 مارس 2006 على موقع واي باك مشين. [Bad link as of 2008-05-01.]
- History of Denmark: Primary Documents
- Review of Danish History
- Sources on Danish history